# Janina Irizarry
Janina Irizarry (Lajas, Puerto Rico; 4 de agosto de 1983), más conocida como Janina es una cantante puertorriqueño-estadounidense, ganadora de la primera edición de Objetivo Fama  (una competencia por un contrato discográfico) transmitida por Univisión Puerto Rico solamente en su primera edición y en las próximas ediciones se le une Telefutura en los Estados Unidos.

## Biografía/Trayectoria
El 4 de agosto de 1983 nace en San Germán Puerto Rico Janina Irizarry. Cuando era una niña, su familia se estableció en Lajas. Fue en esta ciudad donde creció, por qué se considera "Lajeña". Su vocación artística afloró durante su infancia, lo que llevó a sus padres a llevarla al arte musical. A la edad de nueve años inició formalmente sus estudios en esta disciplina, tomando clases de canto y piano. Como es habitual en estos casos, la base de la educación que recibió fue en el género clásico. Sin embargo, la influencia del rock fue muy fuerte en ella, sobre todo, las bandas como,  Led Zeppelin, Pink Floyd y No Doubt.  Janina saltó a la FAMA a partir del 2004, tras resultar triunfadora de la competencia de talento #1 de Puerto Rico, Objetivo Fama.
Desde su adolescencia, Janina era participante frecuente en concursos de talentos y manifestaciones artísticas de estudiantes. En el año 2000, con tan solo 17 años de edad, representó a Puerto Rico en una competencia de artistas aficionados llamado "Connections",  que se celebró en EE.UU en el estado de la Florida. En este concurso ganó el primer lugar.  Luego entró a la Universidad Interamericana donde continuó sus estudios musicales. Durante los cuatro años que pasó en esta sala forma parte de un grupo de rock y tuvo la oportunidad de presentarse en festivales y clubes nocturnos en muchas ciudades, incluyendo San Juan.
En él 2004 con 21 años de edad Janina decide participar en la Primera edición de Objetivo Fama.  Cada gala dio lo mejor de sí y recibió el aplauso del público y los elogios de los jueces. Janina demostró su talento y que merecía ganar ese contrato discográfico,  a pesar de haber estado a punto de ser eliminada en dos ocasiones.  Esta primera edición es mayormente conocida por Kanny Garcia que luego de un accidente de auto no pudo participar en la primera gala de Objetivo Fama.  Luego de estar encerrada en la casa/estudio por varias semanas Janina resultó ganadora del reality, y al pasar el tiempo ha demostrado su gran talento vocal.
Después de ganar la primera temporada del reality show de talento Objetivo Fama  la cantante puertorriqueña Janina lanza su primer álbum Todo de Mí (2005). El álbum fue lanzado el 22 de marzo de 2005 y producido por Univisión Music Group. Un disco compuesto por 10 temas que varían desde la balada pop al rock saturado de las cuerdas de la guitarra eléctrica. Esta producción fue todo un éxito en Puerto Rico y en la costa este de los Estados Unidos. De este disco compacto se desprendieron los temas “Porque tu no estás”, “No me arrepiento” y “Me pierdes”. Los temas “Por que Tú no estás” y “No me arrepiento” se convirtieron en los himnos nacionales de las mujeres y se colocaron en las primeras posiciones del “Top 20” por varias semanas consecutivas.  El tema de “No me arrepiento” estuvo sonando durante varias semanas a través de las ondas radiales argentinas.
Contra La Corriente. es el segundo álbum de Janina,  fue lanzado el 26 de septiembre de 2006 y producido por Univisión Music Group.  Esta segunda producción discográfica fue totalmente grabada en suelo azteca y producida por los hermanos Armando y Emilio Ávila, quienes han trabajado con artistas como; RBD,  La 5a Estación,  Aleks Syntek, entre otras grandes estrellas de la música. Contra la corriente  es un disco lleno de sentimiento y corazón, con temas que hablan del amor en todas sus manifestaciones. Esta producción está compuesta por 12 temas y 2 “Bonus Tracks”; el tema “Contra la corriente” en versión pop, siendo este su primer corte en promoción y una versión en inglés del tema “Actitud”.  Su segundo sencillo, “Sentir en la vida”, una balada intensa y desgarradora fue un regalo del cantautor venezolano, Jeremías.  Esta segunda producción discográfica fue introducida en México, teniendo total apoyo por todos.
La Cantante formó parte de la gira “Tourbulencia”, la cual visitó universidades, discotecas y escuelas sumando unas 30 presentaciones. Esta gira se realizó por toda la República Mexicana, compartiendo tarima con los chicos de Osé, Imanol y Motel; siendo Janina la única cantante femenina y puertorriqueña del grupo.
Su tercera y más reciente producción es Janina lanzado en el 2009 y es su primera producción con su nueva casa discográfica Universal Music Group. La grabación de esta tercera producción discográfica se realizó en Italia, México y Miami. Los productores fueron Bob Benozzo y Vitto.  El primer sencillo de esta Producción se titula “Ya no más” y el segundo sencillo es  “Fantasma”.
Pertenece a la gran sororidad MU ALPHA PHI.

## Discografía
- Todo de Mí[5] (2005)
- Contra La Corriente.(2006)
- Janina[6] (2009)

## Televisión
- Objetivo Fama(Primera edición)[7] (2004)

## Películas
- Mi verano con amanda 2
- La Gunguna